# Cold Heart (Pnau Remix)
"Cold Heart (Pnau Remix)" é uma canção dos músicos britânicos Elton John e Dua Lipa, remixada pelo trio australiano Pnau. Foi lançado como single principal do álbum The Lockdown Sessions (2021) pelas gravadoras EMI e Mercury Records em 13 de agosto de 2021. A canção possui trechos musicais das canções "Sacrifice" (1989), "Rocket Man" (1972), "Kiss the Bride" (1983) e "Where's the Shoorah" (1976)— no vocal de Dua Lipa, respectivamente.

## Lista de faixas
- Download digital e streaming[3][4][5]

1. "Cold Heart" (Pnau Remix) – 3:22
2. "Cold Heart" (The Blessed Madonna Remix) – 2:53
3. "Cold Heart" (The Blessed Madonna Extended Mix) – 4:33
4. "Cold Heart" (PS1 Remix) – 2:47

## Paradas musicais
| País/Parada (2021)                                | Melhor posição |
| ------------------------------------------------- | -------------- |
| Alemanha (Offizielle Deutsche Charts)             | 42             |
| Argentina (Argentina Hot 100)                     | 61             |
| Austrália (ARIA)                                  | 3              |
| Bélgica (Ultratop 50 de Flandres)                 | 11             |
| Bélgica (Ultratop 50 da Valônia)                  | 9              |
| Canadá (Canadian Hot 100)                         | 34             |
| Canadá (Billboard AC)                             | 42             |
| Canadá (Billboard Hot AC)                         | 35             |
| Comunidade dos Estados Independentes (Tophit)     | 18             |
| Croácia (HRT)                                     | 1              |
| Dinamarca (Tracklisten)                           | 2              |
| El Salvador (Monitor Latino)                      | 1              |
| Eslováquia (Rádio Top 100)                        | 17             |
| Eslováquia (Singles Digitál Top 100)              | 6              |
| Estados Unidos (Billboard Hot 100)                | 81             |
| Estados Unidos (Billboard Adult Contemporary)     | 10             |
| Estados Unidos (Billboard Adult Top 40)           | 22             |
| Estados Unidos (Billboard Dance/Electronic Songs) | 3              |
| Estados Unidos (Billboard Mainstream Top 40)      | 31             |
| Europa (Billboard Euro Digital Song Sales)        | 2              |
| França (SNEP)                                     | 9              |
| Mundo (Billboard Global 200)                      | 24             |
| Hungria (Rádiós Top 40)                           | 27             |
| Hungria (Single Top 40)                           | 5              |
| Irlanda (IRMA)                                    | 14             |
| Itália (FIMI)                                     | 6              |
| Lituânia (AGATA)                                  | 1              |
| México (Billboard)                                | 1              |
| Nova Zelândia (Recorded Music NZ)                 | 1              |
| Países Baixos (Dutch Top 40)                      | 17             |
| Países Baixos (Single Top 100)                    | 17             |
| Polónia (Polish Airplay Top 100)                  | 36             |
| Portugal (AFP)                                    | 99             |
| Reino Unido (UK Singles Chart)                    | 4              |
| Rússia (Tophit Airplay)                           | 16             |
| Suécia (Sverigetopplistan)                        | 5              |
| Suíça (Schweizer Hitparade)                       | 14             |

## Créditos
Créditos adaptados de Tidal.
- Elton John – vocal, composição
- Dua Lipa – vocal
- Pnau – remixagem
- Nicholas Littlemore – produção, composição, programação de bateria, bateria, programação de sintetizador
- Peter Mayes – produção, composição, engenharia, programação de bateria, bateria, programação de sintetizador
- Sam Littlemore – produção, composição, programação de bateria, bateria, programação de sintetizador
- Bernie Taupin – composição
- Mark Schick – produção vocal
- Rafael Fadul – engenharia
- Josh Gudwin – mixagem
- Randy Merrill – masterização